# キャプテン・ロン
『キャプテン・ロン』または『キャプテン・ロン あこがれのカリブ海クルーズ』（原題：Captain Ron）は、1992年制作のアメリカ合衆国のアドベンチャー・コメディ映画。カート・ラッセル主演。日本では1993年10月21日公開。

## あらすじ
シカゴに住むごく普通の家族ハーヴェイ一家の主マーティンは、叔父の遺産としてエンジン付きの大型帆船を譲り受けることになり、それを引き取ってバカンスを楽しむため、家族を連れて船が係留されているカリブ海のとある島に向かう。
だが、その船は幼い頃のマーティンが乗っていた時から数十年間点検も整備もされておらず、ボロボロの状態であった。そこでマーティンは船会社からの紹介でロンという船長を雇い、船を修理してもらい、クルージングに出る事にする。彼らの前に現れたロンは黒い眼帯をして真っ黒に日焼けした、まるで海賊のようないでたちの男であった。
ロンはたちまち船を修理、彼らはクルージングに出発する。しかし、彼がムチャクチャな船長であることをハーヴェイ一家は知る由もなかった。そして、ハーヴェイ一家にとって悪夢のクルージングが始まる。

## キャスト
- ロン船長：カート・ラッセル（吹替：大塚明夫）
- マーティン・ハーヴェイ：マーティン・ショート（吹替：山寺宏一）
- キャサリン・ハーヴェイ：メアリー・ケイ・プレイス（吹替：さとうあい）
- ベン・ハーヴェイ：ベンジャミン・ソールズベリー
- キャロライン・ハーヴェイ：メドウ・シスト
- ドナルドソン：ポール・アンカ（吹替：秋元羊介）
- エマヌエル・ログロノ
- ホルヘ・ルイス・ラモス
- J・A・プレストン
- クラリス：ロゼリン・サンチェス
- ビル：ダン・バトラー（吹替：藤城裕士）
- トム・マッゴーワン